# Western Squadron
Le Western Squadron (« escadre de l'ouest ») est une escadre britannique créée au XVIIIe siècle afin de maintenir un blocus permanent sur les côtes françaises. Créée durant la guerre de Succession d'Autriche, très active durant la guerre de Sept Ans, elle est notamment commandée par Edward Hawke et par George Anson.